# Chepo (huyện)
Huyện Chepo là một huyện (distrito) thuộc tỉnh Panamá ở Panama. Theo điều tra dân số năm 2000, huyện này có dân số 32195 người. Huyện Chepo có diện tích 2989 km². Huyện lỵ đóng tại Chepo.